# Gánáspuszta
Gánás (románul Ganaș) település Romániában, Szatmár megyében.

## Fekvése
Szatmár megyében, Ákos, Újnémet és Krasznamihályfalva mellett fekvő település.

## Története
Gánás falut az 1800-as évek legvégén, az 1900-as évek elején a Heves vármegyéből; Nagytálya és Maklár falvakból származó telepesek alapították.
A falu településrészei: Kisgánás, Nagygánás, Misztag, Bonivart-tag, Rotthmond-tag voltak.
A második világháború  végén, 1944 őszén 80-an éltek itt.
1950-es években már 22 ház állt a településen.
1960-ban végzett összeíráskor a falu 74 lakosából 53 magyar és 21 román nyelvű volt.
A falu lakossága főleg mezőgazdasággal, állattenyésztéssel foglalkozott. Híres volt gyümölcstermesztéséről is.
A falu széles utcáit egykor eperfák és virágok szegélyezték, kertjeiben sok csemegeszőlő termett.
1970-es években - többek között - Gánás is a felszámolásra ítélt falvak közé került; a falurombolás áldozata lett.
A falu házait sorban lebontásra ítélték, csak a templom és egy-két ház élte túl a falufelszámolást.
A falut az utolsó család 1989-ben hagyta el.

## Nevezetességek
- Római katolikus templom - 1960-ban épült.